# Bremische Hafeneisenbahn
Die Bremische Hafeneisenbahn ist Eigentümer der Eisenbahninfrastruktur in den stadtbremischen Häfen von Bremen und Bremerhaven und gehört der Stadt Bremen, vertreten durch den Senator für Wirtschaft, Arbeit und Häfen. Planung, Unterhaltung und Neubau werden durch die städtische Managementgesellschaft bremenports GmbH & Co. KG wahrgenommen.

## Ursprung

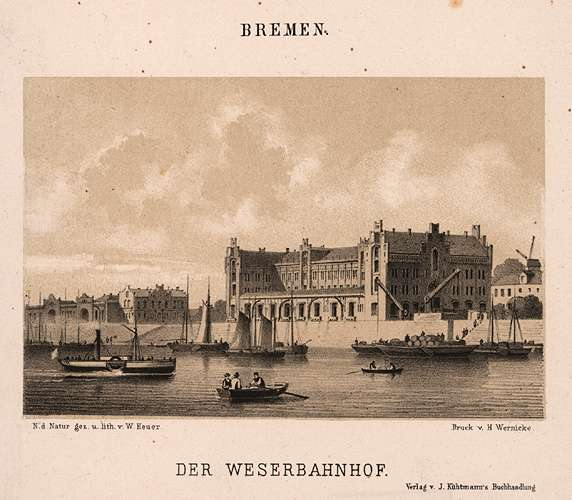
Weserbahnhof, 1892

Zur Sicherung des bremischen Handelsstandortes benötigte die Hansestadt Mitte des 19. Jahrhunderts eine Anbindung des Hafens an das stetig wachsende Eisenbahnnetz. Der „Hannoversche Bahnhof“, der sich ungefähr an der Stelle des heutigen Bremer Hauptbahnhofs befand, war rund zwei Kilometer von den Schiffsanlegern an der Schlachte entfernt. Die Idee eines Kanals zum Hauptbahnhof wurde aus Kostengründen verworfen. Trotz der anhaltenden Kritik von Anwohnern und Lagerhausbesitzern, die Lärm bzw. Umsatzeinbußen fürchteten, entschloss sich der Senat zum Bau einer eigenen Eisenbahnstrecke zum Hafengebiet. Am 1. Februar 1860 wurde der Weserbahnhof feierlich eröffnet.
Der nächste Schub beim Ausbau der bremischen Hafeneisenbahn erfolgte 1888 mit der Eröffnung des flussabwärts gelegenen Freihafengebiets. Dessen Planung zeichnete sich durch eine deutlich bessere Verknüpfung von Schiffs- und Eisenbahntransport aus. In den Folgejahren wuchs ein lang gestrecktes Gleisnetz mit großzügigen Rangierbahnhöfen heran, das die bremische Hafeneisenbahn mit eigenen Lokomotiven selbst betrieb. 1930 ging die Betriebsführung allerdings an die Deutsche Reichsbahn über, wodurch Bremen lediglich Eigentümer der Infrastruktur blieb sowie bis heute für deren Erhalt und Ausbau verantwortlich ist.

## Eisenbahninfrastruktur
Die Gleisanlagen befinden sich
- in den stadtbremischen Häfen rechts der Weser in den
  - Handelshäfen
  - Industriehäfen
  - Hemelinger Häfen
- in den stadtbremischen Häfen links der Weser im Neustädter Hafen
- im stadtbremischen Überseehafengebiet Bremerhaven
- im Güterverkehrszentrum Bremen
- in Hemelingen (Industriestammgleise)

Die Gleislänge beträgt 229 Kilometer, wovon 86 Kilometer auf die Hafeneisenbahn Bremerhaven entfallen. Im Bereich des Europahafens, Straße Auf der Muggenburg, existiert seit 2006 eine gemeinsame Trasse der Hafenbahn mit der Straßenbahn in Form eines Vierschienengleises.

## Verkehrszahlen
Im Jahr 2015 wurden die Gleisanlagen der Bremischen Hafeneisenbahn von insgesamt 38.230 Zügen befahren, davon fuhren 77 % in Bremerhaven. Im Jahr 2012 waren es noch 45.000 Züge gewesen, davon 64 % in Bremerhaven. Das bedeutet einen deutlichen Rückgang von 44 % in nur drei Jahren für die Stadt Bremen bei gleichbleibenden Werten für Bremerhaven.
In Bremerhaven lag 2015 die Spitzenauslastung bei 641 Zügen pro Woche, der Durchschnitt bei 569 Zügen pro Woche. Dienstags bis freitags sind die Gleise der Hafenbahn stärker als an anderen Tagen ausgelastet, der aufkommenstärkste Tag ist Donnerstag (Stand 2013).
Die Gleisanlagen in Bremerhaven werden fast ausschließlich von Zügen genutzt, die Container (55 %) und Automobile (42 %) transportieren (Stand: 2015). Dabei konnte die Eisenbahn im Seehafenhinterlandverkehr mit Containern ihren Anteil an allen Verkehrsträgern in den acht Jahren von 2004 bis 2012 von 35,9 % auf 46,4 % steigern. Im Jahr 2012 wurden 2,1 Millionen Standardcontainer (TEU) mit Ziel oder Quelle im Überseehafengebiet Bremerhaven transportiert.
Auf die verschiedenen Standorte in der Stadt Bremen entfielen 2015:
- Bahnhof Bremen Grolland 61 %
- Bahnhof Bremen Inlandshafen 31 %
- Industriestammgleis Hemelingen 8 %

## Stilllegungen
Bereits im Juli 1989 wurde der Weserbahnhof geschlossen, 2005 die dortigen Gleisanlagen im Zuge des Umbaus des Europahafens zur Marina weitgehend zurückgebaut. Auch der ehemals sehr betriebsame Bahnhof „Zollausschluss“ ist 1996 stillgelegt worden, die Gleise wurden kurz darauf abgebaut.
Als 1998 der Überseehafen zugeschüttet wurde, erfolgte ein weitestgehender Abriss der dortigen Gleisanlagen der Hafenbahn.